# این زندگی است (ترانه ایمی مکدونالد)
«این زندگی است» (به انگلیسی: This Is the Life) ترانه‌ای از ایمی مکدونالد خواننده-ترانه‌سرای اهل اسکاتلند و تک‌آهنگ اصلی اولین آلبوم استودیویی اوست که در سال ۲۰۰۷ منتشر شد. این قطعه که مک‌دونالد آن را در نوجوانی‌اش سروده، در زمان انتشارش در سراسر اروپا با استقبال گسترده‌ای روبه‌رو شد.

## موقعیت در جدول‌های فروش
| چارت (۲۰۰۷–۲۰۰۹)                                   | بالاترین جایگاه |
| -------------------------------------------------- | --------------- |
| او۳ تاپ ۴۰ اتریش                                   | ۱               |
| اولتراتاپ بلژیک (فلاندرز)                          | ۱               |
| اولتراتاپ بلژیک (والونیا)                          | ۱               |
| فدراسیون بین‌المللی صنعت فونوگرافی جمهوری چک        | ۱               |
| هیت‌لیسن دانمارک                                    | ۸               |
| ۱۰۰ تک‌آهنگ داغ اروپایی                             | ۲               |
| سندیکای ملی انتشارات صوتی‌تصویری فرانسه             | ۲               |
| جی‌اف‌کی انترتینمنت چارتس آلمان                      | ۲               |
| آی‌اف‌پی‌آی یونان                                     | ۴               |
| انجمن شرکت‌های ضبط مجارستانی                        | ۲               |
| فدراسیون صنعت موسیقی ایتالیا                       | ۲               |
| ۴۰ آهنگ برتر هلند                                  | ۱               |
| ۱۰۰ تک‌آهنگ برتر هلند                               | ۱               |
| وی‌جی-لیستای نروژ                                   | ۶               |
| جدول‌های تک‌آهنگ‌ها و آلبوم‌های اسکاتلندی آفیشال چارتس | ۱۷              |
| سازنده‌های موسیقی اسپانیا                           | ۳               |
| فهرست برترین‌های سوئد                               | ۳               |
| جدول موسیقی سوئیس                                  | ۲               |
| جدول تک‌آهنگ‌های بریتانیا                            | ۲۸              |
| ترانه‌های ادالت آلترنتیو مجلهٔ بیلبورد               | ۱۹              |

| چارت (۲۰۱۱)                                        | بالاترین جایگاه |
| -------------------------------------------------- | --------------- |
| جدول‌های تک‌آهنگ‌ها و آلبوم‌های اسکاتلندی آفیشال چارتس | ۷۱              |

| چارت (۲۰۱۳)        | بالاترین جایگاه |
| ------------------ | --------------- |
| اسلوتاپ ۵۰ اسلوونی | ۳۹              |

| چارت (۲۰۱۷)                 | بالاترین جایگاه |
| --------------------------- | --------------- |
| جامعه لهستانی صنعت صدانگاری | ۴۰              |

| چارت (۲۰۰۸)                                           | جایگاه |
| ----------------------------------------------------- | ------ |
| او۳ تاپ ۴۰ اتریش                                      | ۸      |
| اولتراتاپ بلژیک (فلاندرز)                             | ۱      |
| اولتراتاپ بلژیک (والونیا)                             | ۳      |
| ۱۰۰ تک‌آهنگ داغ اروپایی                                | ۹      |
| سندیکای ملی انتشارات صوتی‌تصویری فرانسه                | ۲۹     |
| سندیکای ملی انتشارات صوتی‌تصویری فرانسه (پخش رادیویی)  | ۱۶     |
| سندیکای ملی انتشارات صوتی‌تصویری فرانسه (نسخهٔ دیجیتال) | ۴      |
| جی‌اف‌کی انترتینمنت چارتس آلمان                         | ۸      |
| ۴۰ آهنگ برتر هلند                                     | ۱      |
| ۱۰۰ تک‌آهنگ برتر هلند                                  | ۱      |
| فهرست برترین‌های سوئد                                  | ۱۸     |
| جدول موسیقی سوئیس                                     | ۵      |
| آفیشال چارتس بریتانیا                                 | ۱۶۶    |

| چارت (۲۰۰۹)                   | جایگاه |
| ----------------------------- | ------ |
| او۳ تاپ ۴۰ اتریش              | ۴۸     |
| اولتراتاپ بلژیک (فلاندرز)     | ۸۹     |
| اولتراتاپ بلژیک (والونیا)     | ۷۴     |
| ۱۰۰ تک‌آهنگ داغ اروپایی        | ۱۴     |
| جی‌اف‌کی انترتینمنت چارتس آلمان | ۲۹     |
| انجمن شرکت‌های ضبط مجارستانی   | ۴      |
| فدراسیون صنعت موسیقی ایتالیا  | ۴      |
| سازنده‌های موسیقی اسپانیا      | ۶      |
| جدول موسیقی سوئیس             | ۲۴     |

| چارت (۲۰۰۰–۲۰۰۹)              | جایگاه |
| ----------------------------- | ------ |
| جی‌اف‌کی انترتینمنت چارتس آلمان | ۷      |